# Antonio de Holanda

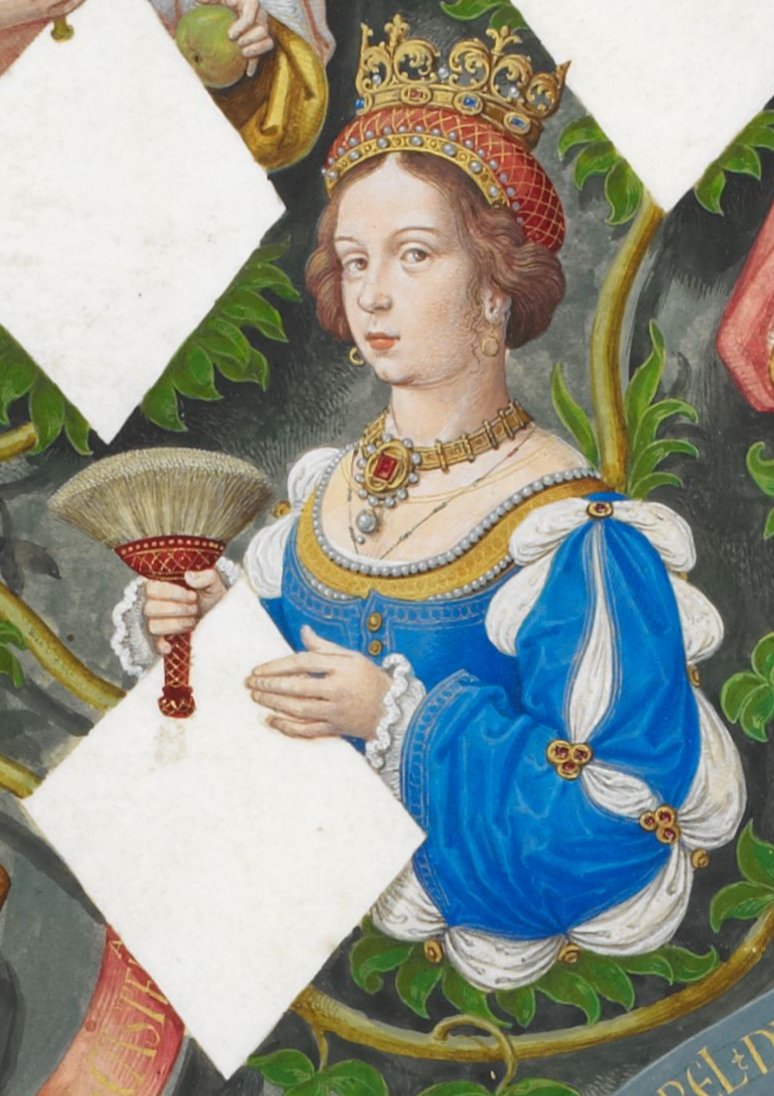
Dª Juana de Portugal, reina consorte de Castilla, miniatura de Antonio de Holanda.

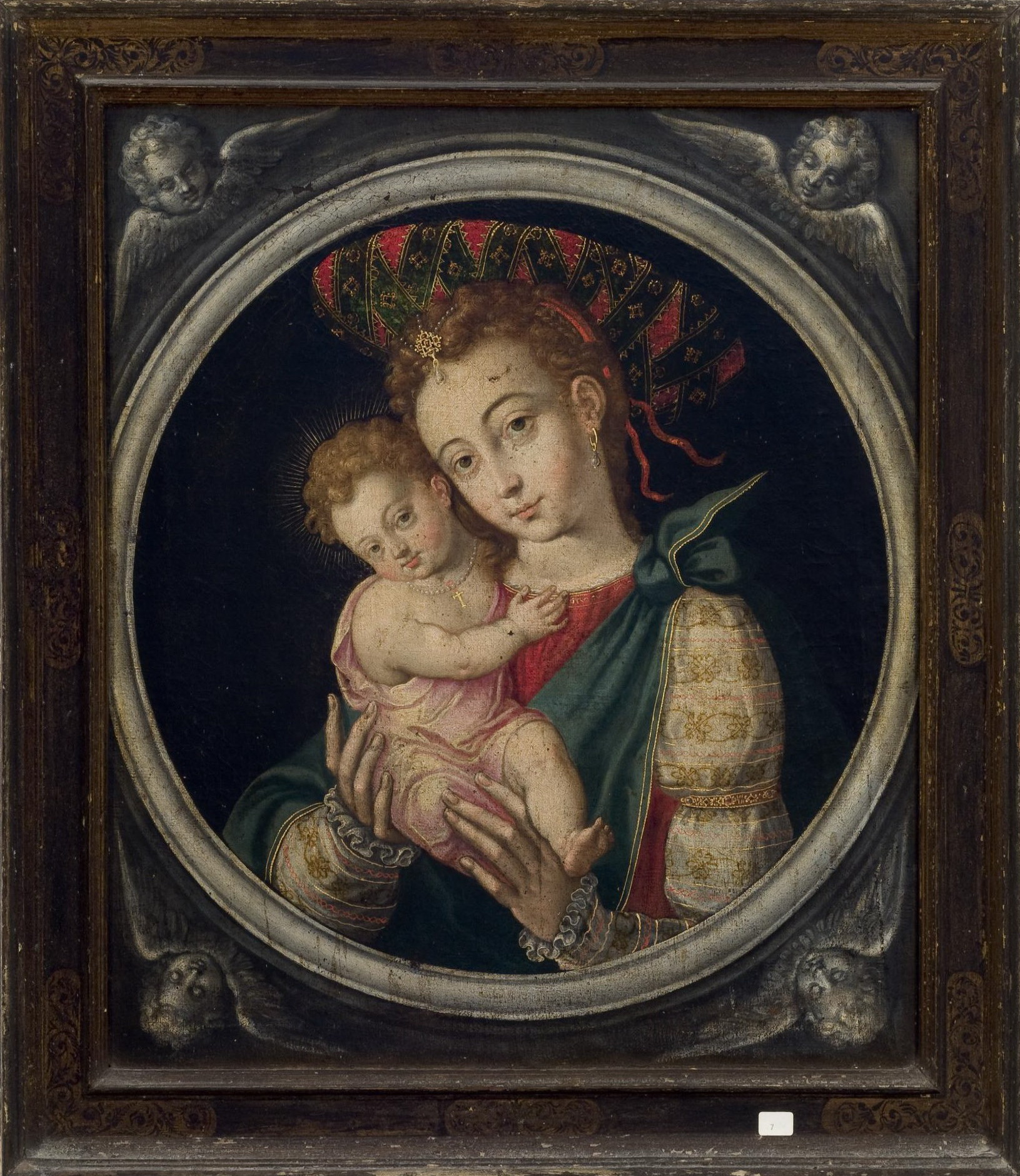
La Emperatriz Isabel con el Príncipe Felipe (futuro Felipe II de España), retrato a lo divino a la manera de la Virgen con el Niño, palacio ducal de los Medina Sidona, Sanlúcar de Bda ¿Copia del original pintado en 1529 por António de Holanda, en Toledo?

Antonio de Holanda (ha.1480-1557) fue un pintor activo en Portugal durante el primer cuarto del siglo XVI, desde 1500 hasta su muerte en 1557. Es especialmente conocido como miniaturista y por ser padre del pintor y tratadista del arte Francisco de Holanda.
No se sabe cuándo ni dónde nació, pero por su apellido se supone que era originario de los Países Bajos, concretamente de la región de Holanda. Debió de nacer entre 1480 y 1500. El primer dato suyo que se tiene es que en 1518 fue nombrado persevante de armas del rey Manuel I de Portugal. 
Antonio de Holanda fue uno de los autores de las miniaturas del Libro de horas de Manuel I o de Juan III, de la Genealogía de los Reyes de Portugal, del Atlas Miller y de la Genealogía de los Condes da Feira. Sin embargo, la mayor parte de su producción se ha perdido o es desconocida, aunque lo que se conserva confirma el alto juicio artístico que de él hacía su hijo Francisco, que también fue pintor así como tratadista del arte. 
Como autor de pinturas de caballete su labor es menos conocida que como miniaturista. Así, se le han atribuido dos obras propiedad de la Galería Bernat de Barcelona, que son un Cristo atado a la columna y un Ecce Homo.
Asimismo, Antonio de Holanda realizó en 1529 un Retrato de la Emperatriz Isabel con el Príncipe Felipe en brazos, al parecer, a la manera de la Virgen con el Niño; o sea, que se trataba de un “retrato a lo divino”. Este retrato, que se considera perdido, parece que fue el modelo que usó Luis de Morales para sus "vírgenes gitanas". En la Fundación Casa de Medina Sidonia existe una pintura que se ha identificado como la obra conservada que más podría parecerse a ese retrato perdido y que, por ello, nos mostraría el único retrato conocido del rey Felipe II cuando era niño.